# Callitriche truncata
Callitriche truncata är en grobladsväxtart. Callitriche truncata ingår i släktet lånkar, och familjen grobladsväxter.

## Underarter
Arten delas in i följande underarter:
- C. t. fimbriata
- C. t. occidentalis
- C. t. truncata